# Апологет
Апологе́т (грец. απολογεομαι — захищаю) — запальний прихильник якоїсь ідеї, напряму, вчення.
Спочатку апологетами називали захисників християнського богослов'я і релігії; у переносному розумінні — беззастережні захисники і вихвалячі певних ідейних течій або систем.